# Thornton Manor
Thornton Manor è una grande casa padronale nel villaggio di Thornton Hough, Wirral, Merseyside, in Inghilterra. È registrata nella National Heritage List designata come edificio di interesse storico culturale di II grado. La casa fu costruita per la prima volta a metà del XIX secolo e da allora è stata modificata e ampliata in più fasi. Dal 1888 alla fine del XX secolo fu occupata dai Visconti Leverhulme.

## Storia
Il terreno su cui sorge la casa era originariamente di proprietà della famiglia Mostyn del Galles del nord. Il terreno fu acquistato nel 1849 da Charles William Potts, un avvocato. Si pensa che abbia costruito la casa padronale, ma non ci sono prove che vi abbia vissuto. Nel 1863 Potts vendette la casa e il terreno a Thomas Brittain Forwood, un uomo d'affari morto nel 1884. Suo figlio, Sir William Forwood, presidente della Liverpool Overhead Railway, affittò la casa a William Lever (poi primo visconte Leverhulme), costruttore della fabbrica di sapone e villaggio modello a Port Sunlight, nel 1888.

### Era di Leverhulme
Thornton Manor divenne la casa dei Visconti Leverhulme. William Lever acquistò la casa nel 1893 e vi visse dal 1888 al 1919, mantenendone la proprietà fino alla sua morte nel 1925. Lever iniziò una serie di modifiche subito dopo il suo acquisto. L'architetto Jonathan Simpson apportò alcune piccole modifiche ma la prima grande opera fu progettata dalla ditta di Chester, Douglas e Fordham, intorno al 1896. Questo costituiva l'edificio principale della casa ed era in stile elisabettiano.
Nel 1899 vennero costruite le scuderie progettate da J. J. Talbot e in questo periodo furono aggiunti una cucina e locali di servizio progettati da Grayson e Ould. Nel 1902 seguì una sala da musica, anch'essa progettata da Talbot, che formò un nuovo blocco a nord-est del blocco principale. Due anni dopo fu costruita una sala da ballo temporanea, che fu poi trasformata in piscina. Nel 1906 fu aggiunto un portico sul fronte sud, modificando l'ingresso principale della casa da ovest a sud. Nel 1910 venne costruito un corpo di guardia progettato da J. Lomax-Simpson; la base di questa opera è in pietra e la sua parte superiore è a graticcio.
Nel 1913 ebbe luogo un'importante ricostruzione della casa quando furono aggiunte ali in stile elisabettiano sul lato ovest. L'architetto fu ancora Lomax-Simpson. Nel processo di ricostruzione, la maggior parte dell'opera progettata da Douglas e Fordham fu demolita, lasciando soltanto due timpani sagomati e finestre a bovindo semicircolari. I piani per un ulteriore ampliamento della casa furono preparati da Lomax-Simpson, ma non furono costruiti a causa dello scoppio della prima guerra mondiale. Il 1° visconte Leverhulme morì nel maggio 1925 e la casa fu ereditata da suo figlio, William, 2° visconte Leverhulme che morì nel maggio del 1949 e la casa passò a suo figlio, Philip, 3° visconte Leverhulme. Lord Leverhulme morì nel luglio 2000 e, l'anno successivo, la casa fu venduta con il permesso di costruzione per trasformarla in un hotel. La vendita dei mobili della casa ha battuto il record del Regno Unito raccogliendo 10 milioni di sterline nel 2001.

## Architettura
La casa è costruita in pietra con tetti in ardesia. Ha tre piani e una pianta irregolare. Il fronte d'ingresso è rivolto a sud-ovest e presenta ali sporgenti su entrambi i lati. Dietro la casa, ad angolo verso nord-est, c'è l'ala contenente la stanza della musica. Le finestre sono a bifora e alcune di esse sono in campate inclinate a due piani. Le scuderie si estendono a nord-ovest.

## Terreno
Il parco è stato allestito per la prima volta durante la proprietà di Forwood. Comprendeva sentieri, una piccola casa estiva e un ponte. I giardini come sono ora furono progettati da Thomas H. Mawson per il 1° Visconte. L'orto contiene una loggia datata 1912, e c'è un'altra loggia a sud-est della casa; entrambe sono state progettate da Lomax-Simpson. A nord-est della casa c'è una struttura conosciuta come The Lookout, progettata nel 1896 da Douglas e Fordham. A ovest della casa c'è un lago. Un sistema di viali alberati fu progettato nel 1912-1914 da Lomax-Simpson e ha una lunghezza totale di circa 8 km.

## Oggi
La Manor House è ora di proprietà privata ed è disponibile per l'affitto per matrimoni ed eventi.
Il 10 ottobre 2019 il primo ministro britannico Boris Johnson e il Taoiseach irlandese Leo Varadkar hanno tenuto colloqui privati a Thornton Manor in relazione alla Brexit.
Nella serata del 5 febbraio 2022 si è verificato un consistente incendio nell'edificio principale che ha richiesto la presenza di otto autopompe.